# Алехин, Валентин Дмитриевич
Валентин Дмитриевич Алёхин (27 декабря 1923 года — 14 декабря 1991 года, Москва) — советский спортивный функционер.

## Биография
С 1955 — председатель Московского областного совета Союза спортивных обществ и организаций СССР, с 1960 — Московского городского совета этого Союза. С 1962 по 1980 был «министром спорта России» — сперва в качестве председателя Совета Союза спортивных обществ и организаций РСФСР, а в 1969 — 1980 гг. — председателя Комитета по физкультуре и спорту при Совете министров РСФСР. 24 мая 1963 года — 10 сентября 1969 года — председатель Президиума Федерации хоккея СССР.

## Награды
- Орден Трудового Красного Знамени (1971)
- Орден Дружбы народов (1976)
- Орден «Знак Почёта» (27.04.1957 — «за успехи, достигнутые в деле развития массового физкультурного движения в стране, повышения мастерства советских спортсменов, и успешное выступление на международных соревнованиях»; 1968; 1980)